# Azelia aterrima
Azelia aterrima är en tvåvingeart som först beskrevs av Johann Wilhelm Meigen 1826.  Azelia aterrima ingår i släktet Azelia och familjen husflugor. Arten är reproducerande i Sverige. Inga underarter finns listade i Catalogue of Life.